# فابريس تيوزو
فابريس تيوزو (بالفرنسية: Fabrice Tiozzo)‏ مواليد 8 مايو 1969 في سان دينس، سين سان دوني، فرنسا، هو ملاكم فرنسي يصنف ضمن فئة وزن خفيف الثقيل.

## إحصائيات
خاض خلال مسيرته 50 نزالا، فاز في 48 وخسر في 2. فاز بالضربة القاضية في 32 نزالا.

## روابط خارجية
- فابريس تيوزو على موقع بوكس ريك (الإنجليزية) (registration required)